# Oncidium retusum
Oncidium retusum är en orkidéart som beskrevs av John Lindley. Oncidium retusum ingår i släktet Oncidium och familjen orkidéer. Inga underarter finns listade i Catalogue of Life.